# Зирянов Костянтин Георгійович
Костянти́н Гео́ргійович Зиря́нов (нар. 5 жовтня 1977 року, м. Перм, РРФСР) — російський футболіст. Грає на позиції півзахисника. Представляє клуб «Зеніт» (Санкт-Петербург) та збірну Росії. Заслужений майстер спорту Росії (2008).

## Клубна кар'єра

### «Амкар»
Костянтин Зирянов народився у Пермі, де й отримав футбольну «освіту», закінчивши місцеву футбольну школу «Зірка». Першим тренером юного футболіста був В'ячеслав Ладейщиков.
За свій перший клуб, «Амкар», провів 171 матч та забив 48 м'ячів, граючи у першому, другому та третьому дивізіонах чемпіонату Росії.

### «Торпедо»
З 2000 по 2006 рік виступав за московське «Торпедо» (164 матчі, 9 голів). У новій команді Зирянов зіграв два матчі у складі дубля і відразу після цього отримав місце в основі. У кубку Росії виходив на поле у складі автозаводців 26 разів, відзначився трьома забитими голами. У Кубку УЄФА за «Торпедо» провів 8 матчів, забив 1 гол.

### «Зеніт»
У березні 2007 року Зирянов перейшов у «Зеніт», у складі якого того ж року став чемпіоном Росії та володарем Суперкубка країни. Наступного сезону Костянтин разом з клубом став переможцем розіграшу Кубка УЄФА 2007/2008, забивши гол у фінальному матчі в Манчестері. А кілька місяців потому Зирянов підійняв над головою Суперкубок Європи.
У 2010 році Костянтин у складі свого клубу повторив успіх сезону 2007 і знову став чемпіоном країни. А рік потому його колекція трофеїв поповнилася ще одним Суперкубком Росії.

## Збірна
У складі збірної Зирянов дебютував 27 травня 2006 року у поєдинку проти збірної Іспанії, що завершився з рахунком 0:0.
Провівши у 2007 році найкращий сезон у кар'єрі, Костянтин Зирянов не лише завоював місце у основному складі клуба-чемпіона Росії, а й став ключовим гравцем збірної. Закономірно, що згідно з багатьма опитуваннями Зирянов став найкращим футболістом країни та завоював титул «джентльмена року».
Під час матчу збірної Росії 12 вересня 2007 року проти англійців Костянтин забив гол, але суддя не зарахував м'яч, аргументуючи своє рішення тим, що Зирянов, перед тим як вразити ворота, підігравав собі рукою. Той матч Росія програла з рахунком 0:3.
14 червня 2008 з передачі капітана збірної Сергія Семака Зирянов забив єдиний гол у ворота збірної Греції, що дозволив Росії продовжити боротьбу за вихід з групи на чемпіонаті Європи. За результатами Євро-2008 Костянтина було включено до символічної збірної чемпіонату.
| 01. | 23.05.2008 | Росія       | «Локомотив», Москва             | Росія — Казахстан   | 6-0 | Товариський матч         | 59'        |
| 02. | 04.06.2008 | Німеччина   | «Вакер-Шпортпарк», Бургхаузен   | Литва — Росія       | 1-4 | Товариський матч         | 33'        |
| 03. | 14.06.2008 | Австрія     | «Вальс-Зіценгайм», Зальцбург    | Греція — Росія      | 0-1 | Чемпіонат Європи 2008    | 33'        |
| 04. | 20.08.2008 | Росія       | «Локомотив», Москва             | Росія — Нідерланди  | 1-1 | Товариський матч         | 78' (пен.) |
| 05. | 28.03.2009 | Росія       | «Лужники», Москва               | Росія — Азербайджан | 2-0 | Відбірковий матч ЧС-2010 | 71'        |
| 06. | 01.04.2009 | Ліхтенштейн | «Райнпарк», Вадуц               | Ліхтенштейн — Росія | 0-1 | Відбірковий матч ЧС-2010 | 38'        |
| 07. | 10.06.2009 | Фінляндія   | Олімпійський стадіон, Гельсінкі | Фінляндія — Росія   | 0-3 | Відбірковий матч ЧС-2010 | 71'        |

## Досягнення
Командні здобутки
 Зірка (Перм)
- Бронзовий призер юнацького чемпіонату Росії (1992)

 Амкар (Перм)
- Переможець другого дивізіону чемпіонату Росії (1998)
- Срібний призер другого дивізіону чемпіонату Росії (1997)
- Бронзовий призер другого дивізіону чемпіонату Росії (1996)

 Торпедо (Москва)
- Бронзовий призер чемпіонату Росії (2000)

 Зеніт (Санкт-Петербург)
- Триразовий чемпіон Росії (2007, 2010, 2011/12)
- Дворазовий володар Суперкубка Росії (2008, 2011)
- Володар Кубка Росії з футболу (2009/10)
- Бронзовий призер чемпіонату Росії (2009)
- Володар Кубка УЄФА (2007/08)
- Володар Суперкубка УЄФА (2008)

 Збірна Росії
- Бронзовий призер чемпіонату Європи (2008)

Особисті досягнення
- Заслужений майстер спорту Росії (2008)[1]
- У списках «33 найкращих футболістів чемпіонату Росії» (4): № 1 (2007,2009,2010), № 2 (2008)
- Найкращий футболіст чемпіонату Росії за опитування футболістів (2007)
- Найкращий гравець сезону згідно з думкою російських тренерів (2007)[2]
- Приз «Футбольний джентльмен року» (2007)[3]
- Потрапив до символічної збірної Євро-2008 за версією УЄФА.

## Особисте життя
- 2 серпня 2002 року дружина Костянтина, 23-річна Ольга Зирянова, мала залежність від наркотиків[4], перебуваючи в стані алкогольного сп'яніння, взяла на руки 4-річну доньку Ірину та викинулася з вікна 8-го поверху. Донька померла в той же день, а сама Ольга місяць потому[5].
- 20 вересня 2008 року у Костянтина Зирянова та його подруги Наталії народився син, якого назвали Левом. 9 червня 2010 року Костянтин і Наталія уклали офіційний шлюб[6]. Півтора року потому у подружжя народилася донька Поліна[7].

## Цікаві факти
- Під час чемпіонату світу 2010 року в ПАР Зирянов заявив, що збірна Росії «без питань би опинилася в 1/8 фіналу», хоча вона навіть не змогла пройти відбір до світової першості.